# DK Bongos

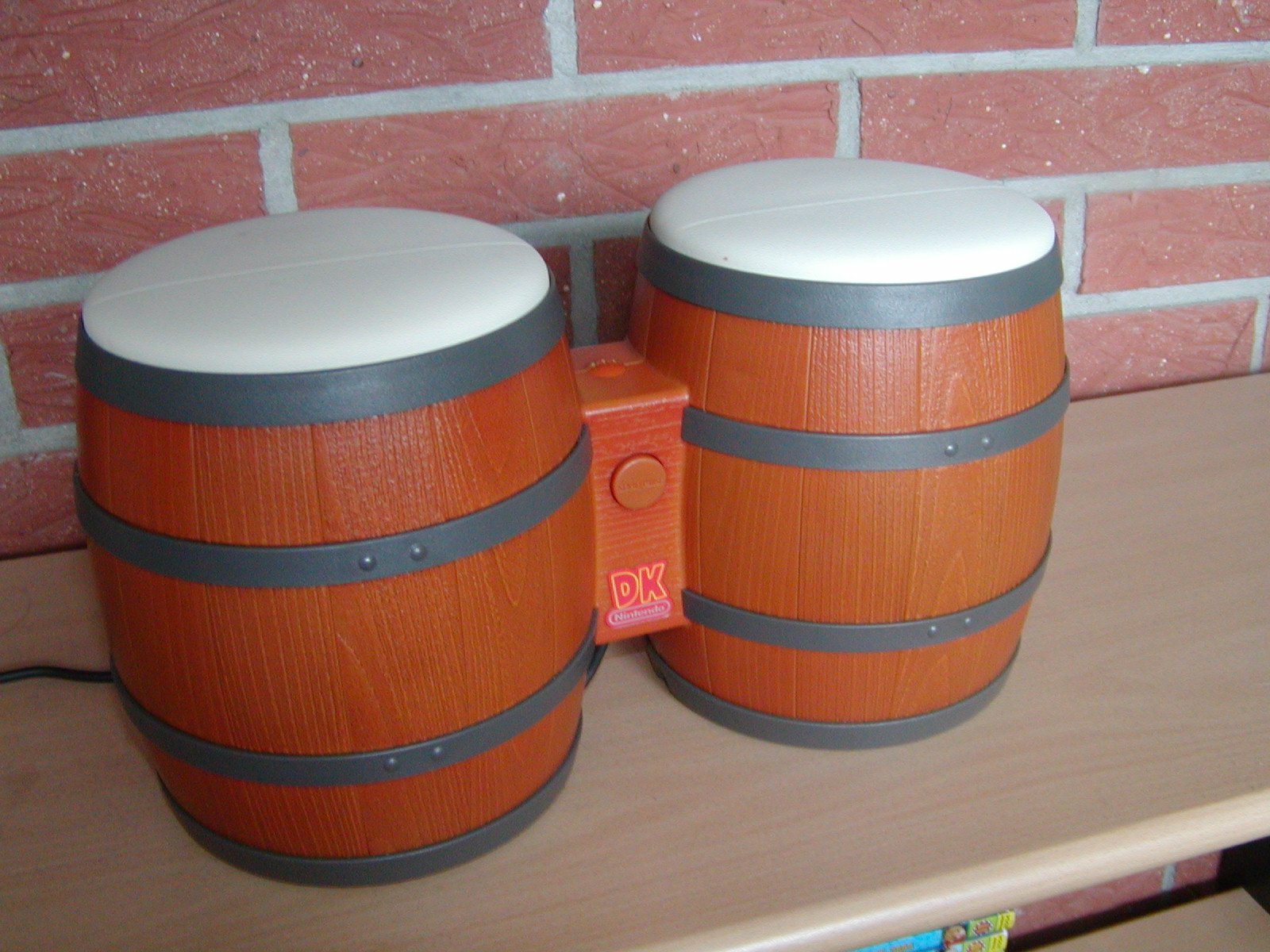
DK Bongos.

DK Bongos är ett tillbehör till Nintendo GameCube. Det ser ut som ett par bongotrummor och används på ett sätt som liknar användandet av en dansmatta. Tillbehöret används till spelserien Donkey Konga och spelet Donkey Kong Jungle Beat.